# Altanshiree
Le sum d'Altanshiree (mongol : ᠠᠯᠲᠠᠩᠰᠢᠷᠡᠭᠡ
ᠰᠤᠮᠤ, cyrillique : Алтанширээ сум, MNS : Altanshiree sum) est situé dans l'aïmag (ligue) de Dornogovi, en Mongolie. Sa population était de 1 306 habitants en 2009.